# Mine de Luiswishi
Pour les articles homonymes, voir Lwiswishi.
La mine de Luiswishi, est une mine à ciel ouvert de cuivre et de cobalt située dans la province de Katanga en République démocratique du Congo.